# طوطی‌سهره صورت‌آبی
سهره صورت‌آبی نام علمی آن (Erythrura trichroa) است. خاستگاه آن اندونزی، گینه نو و اقیانوسیه است. منقار آن سیاه و سر و گردن آبی رنگ و بقیه اجزای بدن به رنگ سبز درخشان است. دمگاه آن سرخ رنگ است. نر و ماده شبیه هم هستند اما رنگ آبی سر و گردن پرنده ماده روشن تر از پرنده نر می‌باشد. این گونه از نظر پرورشی راحت‌ترین گونه پرورشی طوطی‌سهره‌ها است و به راحتی در قفس قابل پرورش است. غذای این گونه فنچ نیز شامل ارزن، دانه‌های مخصوص قناری وبذر گیاهان می‌باشد. این نوع فنچ نیز مانند سایر گونه‌های طوطی‌سهره، حمام کردن را بسیار دوست دارند.طول عمر ۱۰ تا ۲۰ سال